# 외이스튀르후나바튼시슬라
외이스튀르후나바튼시슬라(아이슬란드어: Austur-Húnavatnssýsla)는 아이슬란드의 주이다. 이 주는 북서부 지역에 있다.